# 맨담
주식회사 맨담(일본어: 株式会社マンダム, 영어: Mandom Corporation)는 일본의 화장품회사이다.
남성 화장품의 시장 점유율로 남성 헤어 스타일링 제품을 일본 제일 차지하고 있다. 본사는 오사카시에 있다.

## 역사
- 1927년 ~ 1959년 - 카네츠루 향수 주식회사
- 1959년 ~ 1971년 - 탄쵸 주식회사
- 1971년 ~ 현재 - 주식회사 맨담

## 로고 변천사

1983 - 2021
2021 - 현재

## 주요 제품
- MANDOM
- GATSBY
- LÚCIDO
- LÚCIDO-L

## 같이 보기
- 한국화장품
- 화장품